# Celine Brun-Lie
Celine Brun-Lie, née le 18 mars 1988 à Oslo, est une fondeuse norvégienne, spécialiste du sprint.

## Carrière
Elle débute en Coupe du monde de ski de fond en 2007 et remporte son premier podium en épreuve individuelle (deuxième place) le 14 décembre 2008 à Davos. Elle est finaliste du sprint aux Jeux olympiques de 2010, arrivant sixième et du sprint par équipes, arrivant cinquième avec Astrid Jacobsen.
Elle se retire du ski en 2015 pour se concentrer sur ses études.

## Vie privée
Sa sœur Thekla est une biathlète de haut niveau.

## Palmarès

### Jeux olympiques d'hiver
| Épreuve / Édition | Sprint                           | Sprint    | 10 km | 10 km                            | Skiathlon 2 × 7,5 km | 30 km | Relais | Relais   |
| Épreuve / Édition | Libre                            | Classique | Libre | Classique                        | Skiathlon 2 × 7,5 km | 30 km | Sprint | 4 × 5 km |
| JO 2010 Vancouver | Épreuve inexistante à cette date | 6e        | —     | Épreuve inexistante à cette date | —                    | —     | 5e     | —        |

Légende :
- — : Celine Brun-Lie n'a pas participé à cette épreuve
- : Epreuve inexistante à cette date

### Championnats du monde
| Épreuve / Édition  | Épreuve / Édition | Liberec 2009 | Oslo 2011 | Val di Fiemme 2013 | Falun 2015 |
| Sprint             | classique         |              |           | 24e                | 9e         |
| Sprint             | libre             | 11e          | 14e       |                    |            |
| Sprint par équipes |                   |              |           |                    |            |

### Coupe du monde
- Meilleur classement général : 25e en 2013.
- Meilleur classement en sprint : 6e en 2013.
- 11 podiums : 
  - 6 podiums individuels : 1 deuxième place et 5 troisièmes places.
  - 5 podiums par équipes, dont deux 2e positions.

 Dernière mise à jour le 17 janvier 2015 

#### Différents classements en Coupe du monde
| Année     | Classement général final | Classement distance | Classement sprint |
| 2006-2007 | 92e                      |                     | 58e               |
| 2007-2008 | 63e                      |                     | 44e               |
| 2008-2009 | 27e                      | 57e                 | 9e                |
| 2009-2010 | 33e                      | 42e                 | 17e               |
| 2010-2011 | 38e                      |                     | 14e               |
| 2011-2012 | 82e                      |                     | 58e               |
| 2012-2013 | 25e                      | 52e                 | 6e                |
| 2013-2014 | 42e                      | 73e                 | 16e               |
| 2014-2015 | 26e                      |                     | 7e                |

### Championnats du monde junior
- Médaille de bronze du sprint en 2006.
- Médaille d'or du relais en 2008.

### Championnats de Norvège
- Championne du sprint en 2009.